# Воинское кладбище № 222 (Бжостек)
 Памятник культуры Подкарпатского воеводства, регистрационный номер А-398 от 29 ноября 1996 года.
Воинское кладбище № 222 (пол. Cmentarz wojenny nr 222) — воинское кладбище, расположенное в городе Бжостек, Подкарпатское воеводство, Польша. Кладбище входит в группу Западногалицийских воинских захоронений времён Первой мировой войны. На кладбище похоронены военнослужащие Австро-Венгерской армии, погибшие в мае 1915 года во время Первой мировой войны. Памятник культуры Подкарпатского воеводства.

## История
Кладбище было основано Департаментом воинских захоронений К. и К. военной комендатуры в Кракове в 1915 году. На кладбище площадью 72 квадратных метра находится 3 братские могилы, в которых похоронены 46 австрийских солдат. Автором некрополя был австрийский архитектор Густав Россман.
29 ноября 1996 года некрополь был внесён в реестр памятников культуры Подкарпатского воеводства.

## Источник
- Oktawian Duda: Cmentarze I wojny światowej w Galicji Zachodniej. Warszawa: Ośrodek Ochrony Zabytkowego Krajobrazu, 1995. ISBN 83-85548-33-5.
- Roman Frodyma Galicyjskie Cmentarze wojenne t. II Okolice Tarnowa (Okręgi V—VII), Oficyna Wydawnicza «Rewasz», Pruszków 1998, ISBN 83-85557-38-5